# Jurassic World Evolution
Jurassic World Evolution (с англ. — «Эволюция мира юрского периода») — компьютерная игра в жанре экономического симулятора, разработанная Frontier Developments для Xbox One, Windows, PlayStation 4 и выпущенная 12 июня 2018 года. В ноябре 2020 года вышла на платформе Nintendo Switch. Игра основана на одноименной серии фильмов.

## Игровой процесс

### Основная кампания
В основной кампании перед игроком стоит задача создать парк на пяти островах архипелага Муэртес (Исла-Матансерос, Исла-Муэрта, Исла-Таканьо, Исла-Пена и Исла-Сорна). Чтобы открыть новый остров, нужно сначала набрать как минимум 3 звезды на предыдущем острове (за исключением Исла-Нублар, востока Исла-Муэрта и Исследовательского комплекса Таканьо). Чтобы это сделать, нужно выводить динозавров, а также улучшать комфорт посетителей (строить рестораны, отели, магазин, туалеты и т.д.). С каждым островом у игрока появляется всё больше возможностей, однако и всё больше сложностей (например, Исла-Пена является самым маленьким островом из Муэртес, а потому нужно использовать всю его территорию с умом).

### Заповедник Клэр
Действие этого DLC происходит спустя 2 года после событий фильма «Мир юрского периода». Игроку предстоит вместе с Клэр Диринг спасти динозавров с Исла-Нублар и перевезти их в безопасное место, поскольку на острове должно произойти извержение вулкана. После того, как игроку удаётся спасти несколько динозавров, они отправляются в заповедник, в котором игроку нужно создать новый парк.

### Возвращение в Парк юрского периода
Действие этого DLC происходит после фильма «Парк юрского периода». Игроку предстоит восстановить парк динозавров вместе с Яном Малкольмом, Элли Сэттлер, Аланом Грантом, Джоном Хаммондом и Каботом Финчем. 

## Релиз
В июле 2018 года, благодаря уязвимости в защите Steam Web API, стало известно, что точное количество пользователей сервиса Steam, которые играли в игру хотя бы один раз, составляет 481 240 человек. Спустя 5 недель после релиза, по сообщению главы Frontier Developments, количество проданных копий составило 1 млн. В это число входят цифровые и физические копии.

## Оценки
| Сводный рейтинг       | Сводный рейтинг                                        |
| Агрегатор             | Оценка                                                 |
| --------------------- | ------------------------------------------------------ |
| GameRankings          | - (PC) 69,79 % - (PS4) 69,58 %                         |
| Metacritic            | (PC) 69/100 (PS4) 68/100 (Switch) 75/100 (XONE) 76/100 |
| Иноязычные издания    |                                                        |
| Издание               | Оценка                                                 |
| Destructoid           | 5,5/10                                                 |
| Game Informer         | 7/10                                                   |
| GameRevolution        | [ 13 ]                                                 |
| GameSpot              | 7/10                                                   |
| GamesRadar+           | [ 15 ]                                                 |
| IGN                   | 4,8/10                                                 |
| PC Gamer (US)         | 71/100                                                 |
| Русскоязычные издания |                                                        |
| Издание               | Оценка                                                 |
| 3DNews                | (ПК) 6/10                                              |
| «Игромания»           | (ПК) 7/10                                              |